# بلا حدود (برنامج جزائري)
بلا حدود مسلسل جزائري من إنتاج التلفزيون الجزائري، عرض في الفترة من عام 1986م حتى عام 1999م، شارك فيه مجموعة من الفنانين الجزائريين على غرار محمد شنين محمد حزيم مصطفى هيمون حمزة فيغولي حديدوان ومحمد بسام وعباس يوسف مليكة.
كانت الإنطلاقة الحقيقية للبرنامج في 1990م وكان يتبع لمحطة وهران الجهوية ويعرض خلال شهر رمضان في نهاية الأسبوع ولمدة 24 دقيقة وبلهجة الغرب الجزائري خاصة اللهجة الوهرانية.
يحتوي البرنامج على العديد من الفقرات أبرزها: نكت، سكاتش، دبلجة جزء من فيلم، دبلجة كليب غنائي.

## الطاقم التقني
- موسيقى جنيريك وسكاتش: مخطار سلطاني - مصطفى عسكر

- جنريك : الإخوة عمراني
- دبلجة الفيلم : عمر بن شراب [4] - شيخي موح الصديق [5]
- سيناريو : شيخي محمد الصديق
- سائق مساعد : محمد قايد
- تركيب : أبو القاسم بلقاضي
- مدير إنتاج : مصدق بلهاشمي
- فرقة أستوديو : نور الدين حساب - بوبكر معمر- فتحي جبار
- مدير التصوير : عبد الرحمن عباد
- إعداد وإخراج : لبيض عبد الناصر